# Піронафт
Піронафт — нафтопродукт, важка освітлювальна олія, широко поширена поряд з гасом на початку XX ст. За складом займає середнє положення між гасом і соляром. Щільність варіює від 0,850 до 0,864 г/см3, температура спалаху не нижче 90 °С.
Піронафт отримують безпосередньо при перегонці нафти або при вторинній перегонці солярового масла. Очищення сирого піронафту проводять так само, як гасу, спочатку обробкою  сірчаною кислотою в концентрації близько 50-60%, а потім розчином гідроксиду натрію.